# Burila Mare
Burila Mare es una comuna ubicada en el distrito de Mehedinți, Rumania.

## Superficie
Cuenta con una superficie de 123,8 kilómetros cuadrados.

## Demografía
Hasta 2021 la población era de 1894 habitantes, con una densidad de población de 15,30 habitantes por kilómetro cuadrado.
| Gráfica de evolución demográfica de Burila Mare entre 1992 y 2021                    |
|                                                                                      |
| Datos según City Population y Population statistics of Eastern Europe & former USSR. |